# طبقة طينية
في الجيولوجيا، تُعتبر الطبقة الطينية (بالإنجليزية: Claypan)‏، عبارة عن طبقة كثيفة مدمجة أو مضغوطة تكون ذات نفاذية بطيئة في باطن الأرض تحتوي على محتوى طيني أعلى بكثير من المادة الفوقية، وتفصلها عنها حدود ظاهرة بشكلٍ جيد. عادة ما تكون قوية عندما تكون جافة ولزجة عندما تكون رطبة. وهي تحد أو تبطئ الحركة الهبوطية للمياه عبر التربة.

## الموائل الحيوانية
الطبقات الطينية توفر منازل لمجموعة متنوعة من النباتات والحيوانات. أحد هذه الأنواع هي نحلة داوسون (الاسم العلمي: Amegilla dawsoni)، الموجودة في أستراليا. يستخدم هذا النوع الطبقة الطينية كمواقع لأعشاشه تحت الأرض، حيث يقوم الأفراد فيها بوضع حضاناتهم بعد التزاوج.